# 부석중학교 (충남)
부석중학교(浮石中學校)는 대한민국 충청남도 서산시 부석면 대두리에 있는 공립 중학교이다.

## 학교 연혁
- 1954년 7월 22일 : 학교 설립인가(6학급)
- 1954년 9월 8일 : 개교
- 1977년 11월 10일 : 학급 증설인가(27학급)
- 1981년 3월 1일 : 중학교 고등학교 분리
- 2021년 3월 1일 : 3학급 편성
- 2023년 3월 1일 : 제29대 서장욱 교장 취임
- 2023년 12월 21일 : 제69회 졸업식(17명, 총 졸업생 수 11,636명)
- 2024년 3월 4일 : 2024학년도 입학식(13명)
- 2025년 1월 6일 : 제70회 졸업식(23명/ 총 졸업생 수 11,659명)
- 2025년 3월 4일 : 2025학년도 입학식(20명)

## 참고 자료
- 부석중학교 - 한국교육학술정보원 학교알리미